# Pogănești, Hunedoara
Pogănești este un sat în comuna Zam din județul Hunedoara, Transilvania, România.

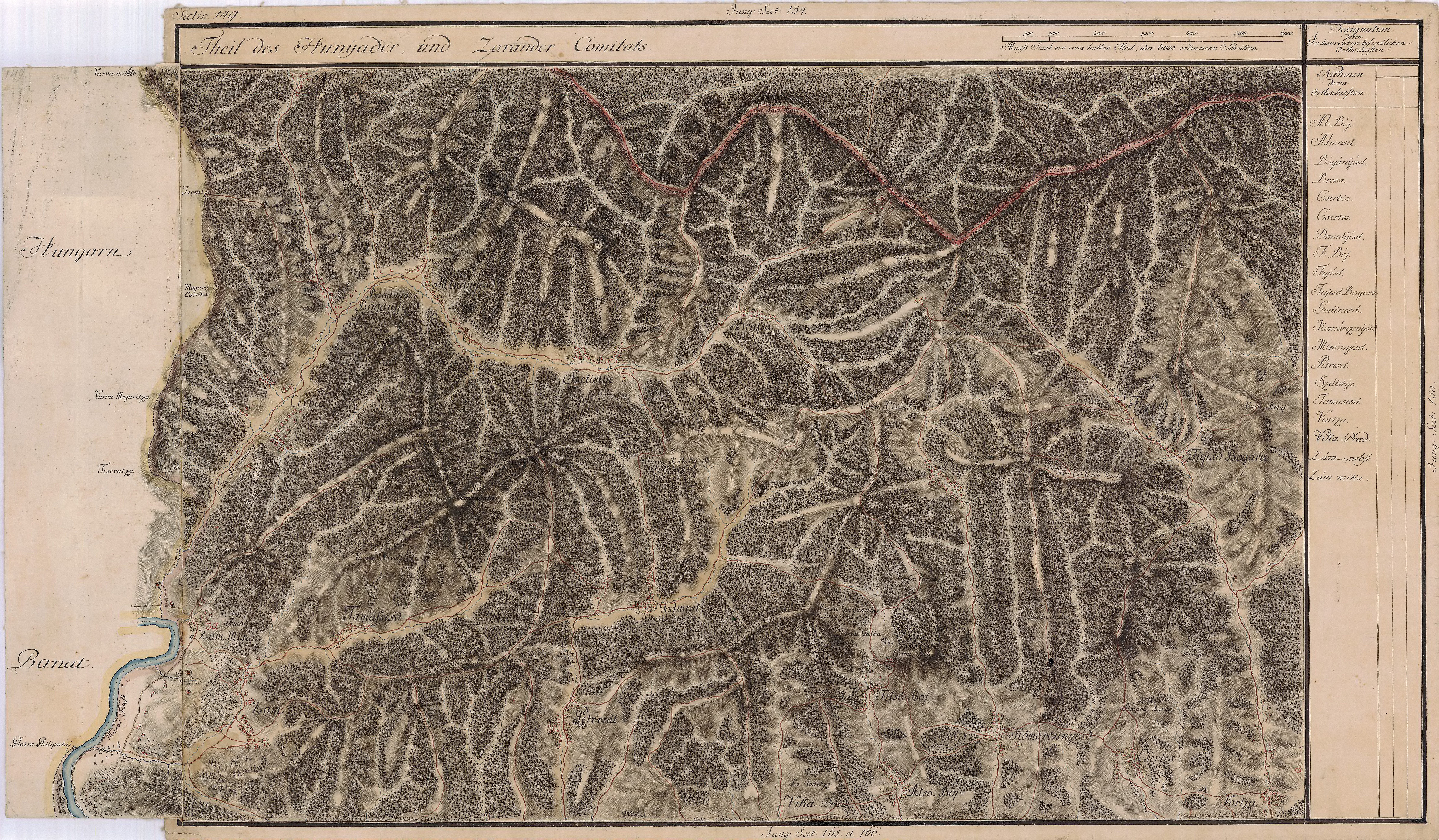
Pogănești în Harta Iosefină a Transilvaniei, 1769-1773

## Monumente istorice
- Biserica de lemn „Sfinții Arhangheli Mihail și Gavriil "